# Liste des chapitres de Détective Conan (3e partie)

Cet article est un complément de l’article sur le manga Détective Conan. Il contient la liste des volumes du manga parus en presse à partir du tome 81, avec les chapitres qu’ils contiennent.

## Volumes reliés

### Tomes 81 à 90
| no | Japonais         | Japonais          | Français        | Français          |
| no | Date de sortie   | ISBN              | Date de sortie  | ISBN              |
| --- | ---------------- | ----------------- | --------------- | ----------------- |
| 81 | 18 novembre 2013 | 978-4-09-124499-4 | 4 décembre 2015 | 978-2-5050-6223-3 |
| Liste des chapitres : - Ch. 851 : Les souvenirs de Jodie (ジョディの追憶, "Jodi no Tsuioku") - Ch. 852 : Des nouvelles de Shûichi Akai (赤井秀一の消息, "Akai Shūichi no Syōsoku") - Ch. 853 : Meurtre pour un privé dans un bar (探偵はBARで事件に遭遇する, "Tantei wa Bā de Jiken ni Sōgū Suru") - Ch. 854 : Les déductions du privé sur le meurtre du bar (探偵はBARで事件を推理する, "Tantei wa Bā de Jiken wo Suiri Suru") - Ch. 855 : Le privé résout le meurtre du bar (探偵はBARで事件を解決する, "Tantei wa Bā de Jiken wo Kaiketsu Suru") - Ch. 856 : Enquête sur un citoyen infidèle (浮気調査, "Uwaki Chōsa") - Ch. 857 : Les déductions de Sera (ボクの推理, "Boku no Suiri") - Ch. 858 : Des déductions décevantes (居心地悪い推理, "Igokochi Warui Suiri") - Ch. 859 : Jeet kune do contre karaté (截拳動vs.空手, "Jeet Kune Dō vs. Karate") - Ch. 860 : Une odeur de fuel (灯油の臭い, "Tōyu no Nioi") - Ch. 861 : Comme par magie (まるで魔法のように, "Marude Mahō no Yō ni") |                  |                   |                 |                   |
| 82 | 17 janvier 2014  | 978-4-09-124551-9 | 5 février 2016  | 978-2-5050-6554-8 |
| Liste des chapitres : - Ch. 862 : Une protection rapprochée parfaite (鉄壁, "Teppeki") - Ch. 863 : Ténèbres (暗転, "Anten") - Ch. 864 : Issue finale (雌雄, "Shiyū") - Ch. 865 : Le Capitaine est un chat au pelage tricolore (三毛猫の大尉, "Mikeneko no Tai") - Ch. 866 : Savoir retomber sur ses pattes (猫を被って, "Neko wo Kabutte") - Ch. 867 : Un petit garçon espiègle (イタズラっ子, "Itazurakko") - Ch. 868 : Maneki neko (招き猫, "Maneki Neko") - Ch. 869 : Tu ne remarques rien ? (ないのよ..., "Nai no yo...") - Ch. 870 : Quand votre vœu est exaucé (願いが叶った時に..., "Negai ga Kanatta tokini...") - Ch. 871 : Le badge rouge (赤バッジ, "Aka Bajji") - Ch. 872 : La Dame rouge (赤女, "Aka Onna") |                  |                   |                 |                   |
| 83 | 18 avril 2014    | 978-4-09-124620-2 | 22 avril 2016   | 978-2-5050-6555-5 |
| Liste des chapitres : - Ch. 873 : Le démon rouge (赤い悪魔, "Akai Akuma") - Ch. 874 : Jours d'antan de couleur rouge (赤き昔日, "Akaki Sekijitsu") - Ch. 875 : Tragédie en rouge (赤の悲劇, "Aka no Higeki") - Ch. 876 : L'auteur de romans d'amour (恋愛小説家, "Renai Shōsetsuka") - Ch. 877 : La petite fille qui ressemble à Sera (世良に似た女の子, "Sera ni Nita Onnanoko") - Ch. 878 : Le téléphone, la mer et moi, la femme (電話と海と私, "Denwa to Umi to Watashi") - Ch. 879 : Le maître du détective (探偵の師匠, "Tantei no Shishō") - Ch. 880 : Ebisu-bashi (エビス橋, "Ebisu Hashi") - Ch. 881 : Sur le lieu de transaction (麻薬取引現場, "Mayaku Torihiki Genba") - Ch. 882 : Un souvenir de couleur bleu clair (水色の思い出, "Mizuiro no Omoide") - Chapitre spécial : Top Secret () |                  |                   |                 |                   |
| 84 | 18 juillet 2014  | 978-4-09-125028-5 | 10 juin 2016    | 978-2-5050-6556-2 |
| Liste des chapitres : - Ch. 883 : Le détective écarlate (緋色の探偵, "Hiiro no Tantei") - Ch. 884 : Des réponses de couleur rose (ピンク色の回答, "Pinkuiro no Kaitō") - Ch. 885 : Le concours de cerfs-volants (凧揚げ大会, "Takoage Taikai") - Ch. 886 : Le spécialiste de la mise sur écoute (盗聴男, "Tōchō Otoko") - Ch. 887 : La voix du démon (悪魔の声, "Akuma no Koe") - Ch. 888 : Tea-time malveillant (ギスギスしたお茶会, "Gisugisu Shita Osakai") - Ch. 889 : Zéro (ゼロ) - Ch. 890 : Éclaboussures de sang sur l'autoroute (高速の飛沫血痕, "Kōsoku no Himatsu Kekkon") - Ch. 891 : La dernière pièce (最後のピース, "Saigo no Piisu") - Ch. 892 : Partez de mon pays... (僕の日本から..., "Boku no Nippon kara...") - Ch. 893 : L'enquête de Bourbon, chapitre écarlate (バーボンの追究、緋色の序章, "Bābon no Tsuikyū, Hiiro no Joshō") |                  |                   |                 |                   |
| 85 | 18 décembre 2014 | 978-4-09-125376-7 | 19 août 2016    | 978-2-5050-6557-9 |
| Liste des chapitres : - Ch. 894 : Soupçons écarlates (緋色の疑惑, "Hiiro no Giwaku") - Ch. 895 : Interrogatoire écarlate (緋色の尋問, "Hiiro no Jinmon") - Ch. 896 : Retour écarlate (緋色の帰還, "Hiiro no Kikan") - Ch. 897 : Vérité écarlate (緋色の真相, "Hiiro no Shinsō") - Ch. 898 : Épilogue écarlate (緋色のエピローグ, "Hiiro no Epirōgu") - Ch. 899 : Ajournement (封じ手, "Fūjite") - Ch. 900 : Échec au roi (王手, "Ōte") - Ch. 901 : Carton rouge (禁じ手, "Kinjite") - Ch. 902 : L'as des as (妙手 "Myōshu") - Ch. 903 : Un cadavre au fond de la piscine (プールに沈む死体, "Pūru ni Shizumu Shitai") - Ch. 904 : Des morceaux de verre dans le fond de la piscine (沈むガラスの破片, "Shizumu Garasu no Hahen") |                  |                   |                 |                   |
| 86 | 17 avril 2015    | 978-4-09-125817-5 | 21 octobre 2016 | 978-2-5050-6558-6 |
| Liste des chapitres : - Ch. 905 : La vérité remonte à la surface (浮かび上がる真実, "Ukabi agaru shinjitsu") - Ch. 906 : Une gentille dame (親切なおばちゃん, "Shinsetsu na obachan") - Ch. 907 : Des témoins suspects (不審な証言者たち, "Fushin na Shōgen sha tachi") - Ch. 908 : Un pari sur la vie (命を賭して..., "Inochi wo Toshite…") - Ch. 909 : Le kamaitachi se manifeste (鎌鼬あらわる, "Kamaitachi Arawaru") - Ch. 910 : Le kamaitachi est un assassin (殺意の鎌鼬, "Satsui no Kamaitachi") - Ch. 911 : L'itinéraire que le kamaitachi a suivi (鎌鼬の進入経路, "Kamaitachi no Shin'nyū Keiro") - Ch. 912 : Le dernier acte de l'affaire du kamaitachi (鎌鼬の幕切れ, "Kamaitachi no Makugire") - Ch. 913 : Le pic-vert (啄木鳥, "Kitsutsuki") - Ch. 914 : Les traces de pattes et la Confrérie du Pic-Vert (足跡と啄木鳥会, "Ashiato to Kitsutsuki-kai") - Ch. 915 : En route vers le mont Saijo (妻女山へ...!, "Saijosan e...!")                                                  |                  |                   |                 |                   |
| 87 | 18 août 2015     | 978-4-09-126209-7 | 2 décembre 2016 | 978-2-5050-6559-3 |
| Liste des chapitres : - Ch. 916 : Partir pour le grand voyage, c'est comme flotter sur l'eau (往く事は流れの如し, "Yuku Koto wa Nagare no Gotoshi") - Ch. 917 : Sans un bruit, les hommes traversent la rivière de nuit (鞭声粛々夜河を渡る, "Benseishukushuku Yoru Kawa o Wataru") - Ch. 918 : Le blog - Ch. 919 : La photo - Ch. 920 : Le selfie - Ch. 921 : Quand Ran était petite fille (1re partie) (蘭Girl (前編), "Ran Gāru (Zenpen)") - Ch. 922 : Quand Ran était petite fille (2e partie) (蘭Girl (後編), "Ran Gāru (Kōhen)") - Ch. 923 : Quand Shinichi était petit garçon (1re partie) (新一Boy (前編), "Shinichi Bōi (Zenpen)") - Ch. 924 : Quand Shinichi était petit garçon (2e partie) (新一Boy (後編), Shinichi Bōi (Kōhen)") - Ch. 925 : Un couple de stars est né (ビッグカップル誕生！, "Biggu Kappuru Tanjō!") - Ch. 926 : Les alibis du personnel (スタッフのアリバイは?, "Sutaffu no Aribai wa?")                                                                         |                  |                   |                 |                   |
| 88 | 18 décembre 2015 | 978-4-09-126540-1 | 3 février 2017  | 978-2-5050-6844-0 |
| Liste des chapitres : - Ch. 927 : Trompe-l'oeil dans l'arrière-boutique (バックヤードの虚像, "Bakkuyādo no Kyozō") - Ch. 928 : Un client bizarre dans le restaurant de ramen (ラーメン屋の変な客, "Rāmen-ya no Hen na Kyaku") - Ch. 929 : Le meurtrier qui faisait tourner le tuyau (ホースを回す犯人!?, "Hōsu o Mawasu Han'nin!?") - Ch. 930 : Le client qui utilisait trop d'assaisonnement (使いすぎた調味料, "Tsukai Sugita Chōmiryō") - Ch. 931 : Zombie Blade (ゾンビブレイド, "Zonbi Bureido") - Ch. 932 : Le défilé des morts-vivants (死霊の葬列, "Shiryō no Sōretsu") - Ch. 933 : Les zombies cannibales (人食いゾンビ, "Hito-gui Zonbi") - Ch. 934 : Sur la piste du cadavre (死人の行方, "Shibito no Yukue") - Ch. 935 : Le phare n'éclaire pas son pied (灯台下暗し, "Tōdai Moto Kurashi") - Ch. 936 : Le groupe de filles (ガールズバンド, "Gāruzu Bando") - Ch. 937 : L'indice a disparu (消された手がかり, "Kesareta Tegakari")                                                 |                  |                   |                 |                   |
| 89 | 15 avril 2016    | 978-4-09-127089-4 | 5 mai 2017      | 978-2-5050-6845-7 |
| Liste des chapitres : - Ch. 938 : Meurtre en angle mort (死角での犯行, "Shikaku de no Hankō") - Ch. 939 : Déjeuner dans le centre commercial (デパートでランチ!, "Depāto de Ranchi!") - Ch. 940 : Des témoignages contradictoires (バラつく証言, "Baratsuku Shōgen") - Ch. 941 : La vérité des témoignages (証言の真相, "Shōgen no Shinsō") - Ch. 942 : L'enquête épineuse de l'inspecteur Chiba (千葉の難事件, "Chiba no Nanjiken") - Ch. 943 : Objet volant non identifié (未確認飛行物体, "Mikakunin Hikō Buttai") - Ch. 944 : Le ballon solaire (ソーラーバルーン, "Sōrā Barūn") - Ch. 945 : Un concierge peu coopératif (意地悪なおじさん, "Ijiwaru na Ojisan") - Ch. 946 : Une épouse fidèle et sincère (真の夫婦, "Makoto no Meoto") - Ch. 947 : La devise (座右の銘, "Zayū no Mei") - Ch. 948 : Mort, une paire de ciseaux à la main (握られたハサミ, "Nigirareta Hasami") |                  |                   |                 |                   |
| Résumé : Tandis que Conan, de concert avec Bourbon et Masumi, donne enfin la solution de l'énigme de l'angle mort, il semble aussi apprendre des choses qu'il ignorait alors sur Ai... Il lui faudra aussi "sauver le mariage" de Yumi et Shukichi, et faire face à de nouvelles révélations sur l'Organisation...! |                  |                   |                 |                   |
| 90 | 18 août 2016     | 978-4-09-127330-7 | 25 août 2017    | 978-2-5050-6846-4 |
| Liste des chapitres : - Ch. 949 : Une odeur sucrée (甘い匂い, "Amai Nioi") - Ch. 950 : Phénomènes morcelés (切り取られた文字, "Kiritorareta Moji") - Ch. 951 : Le détective des âmes perdues (霊魂探偵, "Reikon Tantei") - Ch. 952 : Une présence suspecte dans la chambre voisine (怪しき隣室には, "Ayashiki Rinshitsu ni wa") - Ch. 953 : Les démons agissent toujours dans l'obscurité (暗がりに鬼を繫ぐが如く, "Kuragari ni Oni o Tsunagu ga Gotoku") - Ch. 954 : Punition pour les traîtres (裏切りの制裁, "Uragiri no Seisai") - Ch. 955 : Sur la piste du traître (裏切りの行方, "Uragiri no Yukue") - Ch. 956 : A l'assaut du traître (裏切りの矛先, "Uragiri no Hokosaki") - Ch. 957 : La vérité sur le traître (裏切りの真相, "Uragiri no shinsō") - Ch. 958 : Le monstre de Yadori-mura (宿里村の怪, "Yado Satomura no kai") - Ch. 959 : La nuit du hurlement du "nue" (鵺の鳴く夜, "Nuenonakuyoru")                                                                                 |                  |                   |                 |                   |
| Résumé : L'affaire des "ciseaux serrés" se poursuit, et Conan et Okiya pourraient bien lever le mystère sur l'Affaire Haneda ! Cependant, l'Organisation est aux aguets, tout comme Masumi et Mary... |                  |                   |                 |                   |

### Tomes 91 à 100
| no | Japonais         | Japonais          | Français          | Français          |
| no | Date de sortie   | ISBN              | Date de sortie    | ISBN              |
| --- | ---------------- | ----------------- | ----------------- | ----------------- |
| 91 | 16 décembre 2016 | 978-4-09-127430-4 | 8 décembre 2017   | 978-2-5050-6847-1 |
| Liste des chapitres : - Ch. 960 : Les griffures du "nue" (鵺の爪跡, "Nue no tsumeato") - Ch. 961 : Le "nue" montre les crocs (牙を剥いた鵺, "Kiba o muita nue") - Ch. 962 : La triste et douloureuse histoire du "nue" (悲しき鵺伝説, "Kanashiki nue densetsu") - Ch. 963 : La boîte à secret (木神, "Konokami") - Ch. 964 : Le rapprochement 接近 ("Sekkin") - Ch. 965 : Le journal intime (日記, "Nikki") - Ch. 966 : La scytale (スキュタレー暗号, "Sukyutarē angō") - Ch. 967 : Un message impossible à déchiffrer (解読不可能!?, "Kaidoku fukanō!?") - Ch. 968 : Le secret de Mlle Wakasa (若狭先生のヒミツ, "Wakasa sensei no himitsu") - Ch. 969 : En maillot de bain dans la cabine d'essayage (試着室で水着, "Shichakushitsu de mizugi") - Ch. 970 : Les doigts de la victime ont laissé un message (試着室で水着, "Shichakushitsu de mizugi") |                  |                   |                   |                   |
| Résumé : La "nue" existe-t-elle vraiment ? Les preuves sont pourtant là, même pour Heiji et Conan... Kid est de retour, et cette fois son choix se portera sur... Une nouvelle institutrice intègre l'Ecole Tivedétec, tandis que d'étranges souvenirs reviennent à Conan concernant Masumi... |                  |                   |                   |                   |
| 92 | 12 avril 2017    | 978-4-09-127553-0 | 16 mars 2018      |                   |
| Liste des chapitres : - Ch. 971 : L'autre cliente (もう1人のお客さん, "Mō ichi nin no okyaku san") - Ch. 972 : Une rencontre fortuite au milieu des flots (さざ波の邂逅, "Sazanami no kaigō") - Ch. 973 : Enquête au milieu des flots (さざ波の捜查官, "Sazanami no sousakan") - Ch. 974 : Tour de magie au milieu des flots (さざ波の魔法使い, "Sazanami no mahōtsukai") - Ch. 975 : Le détective du sushi-bar (江戸っ子探偵!?, "Edo-kko tantei!?") - Ch. 976 : Le ticket gagnant dérobé (奪われた万馬券, "Ubawareta manbaken") - Ch. 977 : Déductions sur le sushi-bar (江戸前推理ショー, "Edomae suiri shō") - Ch. 978 : L'appartement de Mlle Wakasa (若狭先生の自宅, "Wakasa sensei no jitaku") - Ch. 979 : La femme aux mains blanches (白い手の女, "Shiroi te no on'na") - Ch. 980 : Repartir à zéro (真っ白な気持ち, "Masshirona kimochi") - Ch. 981 : En tuant le temps au Café Poirot (喫茶ポアロで暇潰, "Kissa Poaro de himatsubushi")                                                                          |                  |                   |                   |                   |
| 93 | 18 juillet 2017  | 978-4-09-127671-1 | 8 juin 2018       | 978-2-50-506849-5 |
| Liste des chapitres : - Ch. 982 : Rendez-vous au Café Poirot (待ち合わせは喫茶ポアロで, "Machiawase wa Kissa Poaro de") - Ch. 983 : L'énigme est résolue au Café Poirot (喫茶ポアロで謎解きを, "Kissa Poaro de nazotoki o") - Ch. 984 : Eri se multiplie (英理、増殖す, "Eri, zōshoku su") - Ch. 985 : Eri, tout est perdu (英理、万事休す, "Eri, banjikyūsu") - Ch. 986 : Eri, SOS (英理、SOS, "Eri, SOS") - Ch. 987 : Tir au panier (ティップオフ, "Tippuofu") - Ch. 988 : Violation (ヴァイオレーション, "Vu~aiorēshon") - Ch. 989 : Buzzer beater (ブザービーター, "Buzābītā") - Ch. 990 : Aujourd'hui, c'est décidé ! (今日こそ決着を, "Kyō koso ketchaku o") - Ch. 991 : Garde tes distances (手ェ出さんとき, "Te ~e-da-san to ki") - Ch. 992 : Le face-à-face (ここで会うたが..., "Koko de autaga...") |                  |                   |                   |                   |
| 94 | 18 décembre 2017 | 978-4-09-127883-8 | 7 septembre 2018  | 978-2-50-507134-1 |
| Liste des chapitres : - Ch. 993 : Pas si vite (ちょー待て, "Cho ̄ mate") - Ch. 994 : La prise en filature de Ran (蘭の跡を..., "Ran no ato o...") - Ch. 995 : Tu ne comprends pas ? (れからないのか？, "Rekaranai no ka?") - Ch. 996 : La destination du mystérieux voyage dévoilée (旅行の真相, "Ryokō no shinsō") - Ch. 997 : Les humeurs de Haibara (灰原の機嫌, "Haibara no Kigen") - Ch. 998 : A la recherche de la peluche ! (ストラップを探せ！, "Sutorappu o sagase!") - Ch. 999 : Ce n'est pas une peluche comme les autres ! (ただのじゃないもん！, "Tada no janai mon!") - Ch. 1000 : Le plafond rouge vif (鮮紅の天井, Senkō no Tenjō") - Ch. 1001 : Le démon rouge feu (紅蓮の魔物, "Guren no Mamono") - Ch. 1002 : L'inuyarai rouge sang (紅檜皮の犬矢来, "Benihiwada no inu yarai") - Ch. 1003 : Traces pourpres (紅鼠の痕跡, "Beninezu no konseki") |                  |                   |                   |                   |
| 95 | 18 octobre 2018  | 978-4-09-128560-7 | 5 avril 2019      | 978-2-50-507583-7 |
| Liste des chapitres : - Ch. 1004 : Une réponse rouge pâle (薄紅の回答, "Usubeni no kaitō") - Ch. 1005 : Un présage rouge vif (濃紅の予兆, "Koikurenai no Yochō") - Ch. 1006 : Ne fais pas de vagues ! (じっとしてなさい!, "Jitto shite nasai!") - Ch. 1007 : J'ai envie d'en finir au plus vite (焦ってんだよ, "Asettenda yo") - Ch. 1008 : J'en étais sûre ♡ (ホラ ♡, "Hora ♡") - Ch. 1009 : Au "Lapin noir" (黒ウサギ亭にて, "Kuro usagi-tei nite") - Ch. 1010 : C'est l'heure des adieux (バイバイだね, "Baibaida ne") - Ch. 1011 : Le souvenir de cette femme (あの女性の記憶, "Ano josei no kioku") - Ch. 1012 : Tu as commis une grave erreur (ぬかったな, "Nukatta na") - Ch. 1013 : Nous avons pourtant le même âge... (同い年なのに..., "Onaidoshinanoni...") - Ch. 1014 : Omniprésence (臨場, "Rinjō") |                  |                   |                   |                   |
| Résumé : Le volume le plus important de toute l'histoire de la série. Qu'adviendra-t-il de l'affaire de Kyoto, de Shinichi, de Ran, de Masumi et des autres ? Tandis que le détective réapparaît contre son gré dans les médias, l'ombre de l'Organisation ne s'est jamais fait aussi menaçante... Bourbon reçoit des ordres de Rum : va-t-il y obéir ? |                  |                   |                   |                   |
| 96 | 10 avril 2019    | 978-4-09-129179-0 | 31 octobre 2019   | 978-2-50-507135-8 |
| Liste des chapitres : - Ch. 1015 : L'affaire du tueur en série de femmes policières (女性警察官連続殺人事件, "Josei keisatsukan renzoku satsujin jiken") - Ch. 1016 : Le panneau d'interdiction de stationner (駐禁の標識, "Chūkin no hyōshiki") - Ch. 1017 : Je ne suis pas un chat (「ミケ」じゃなくて, ""Mike" janakute") - Ch. 1018 : Dans la glace (氷中, "Kōri-chū") - Ch. 1019 : La substitution (入替, "Irekae") - Ch. 1020 : Attraction fatale (飜弄, "Honrō") - Ch. 1021 : Le bijou de la défunte (遺品, "Ihin") - Ch. 1022 : Un rôle sur mesure (代役, "Daiyaku-kun") - Ch. 1023 : Un étrange remède (妙な薬, "Myō-na Kusuri") - Ch. 1024 : Sera cherche la petite bête (世良の追及, "Sera no Tsuikyū") - Ch. 1025 : Un enfant qui agit comme un adulte (大人びてる子, "Otonabite'ru Koū") |                  |                   |                   |                   |
| Résumé : Le tueur en série continue de s'en prendre aux policières, et Yumi et Naeko deviennent des cibles ! Tout le quartier général est en émoi, mais Kuroda ne perd pas Conan de vue... Kid revient, et affronte cette fois Heiji, Kazuha et...Komei. Quant à Makoto, son imprudence légendaire conduit le groupe de Conan à faire face une nouvelle fois à une scène de crime... |                  |                   |                   |                   |
| 97 | 18 décembre 2019 | 978-4-09-129449-4 | 23 octobre 2020   | 978-2-50-507584-4 |
| Liste des chapitres : - Ch. 1026 : La vie est trop précieuse (大切な物ですから…, "Taisetsu-na Mono Desu Kara…") - Ch. 1027 : L'œil du détective (探偵の目, "Tantei no me") - Ch. 1028 : Meurtres à la montagne (スノーウィーマウンテンズのマウンテンヴィラ, "Sunōu~īmauntenzu no maunten'vu~ira") - Ch. 1029 : L'enfant qui pleure est un gros dormeur (泣いている子供を眠らせることができる, "Naite iru kodomo o nemuraseru koto ga dekiru") - Ch. 1030 : Comme toi et moi (あなたと同じように…, "Anata to onajiyōni…e") - Ch. 1031 : Des boîtes suspectes (危険な感情, "Kiken'na kanj") - Ch. 1032 : Cueillette en forêt (山菜の採集, "Sansai no saishū") - Ch. 1033 : Le porte-bonheur (おまじない, "Omajinai") - Ch. 1034 : Tête en l'air (不器用なので, "Bukiyōnanode") - Ch. 1035 : Une précieuse antiquité (刻まれたブラックラッカートレイル, " Kizama reta burakkurakkātoreiru") - Ch. 1036 : Une fillette qui s'exprime comme une adulte (大人のような子供, "Otona no yōna kodomo")                               |                  |                   |                   |                   |
| Résumé : Alors que Conan et Masumi lèvent le voile sur le double meurtre du tournage, Kogoro est invité à résoudre une disparition inquiétante qui l'amène dans les montagnes perdues et enneigées de Nagano, en compagnie de Bourbon et de Wakita. Les soupçons de Conan sur Mlle Wakasa et son étrange comportement se renforcent, tandis que Masumi cherche à approcher la maison du professeur Agasa... |                  |                   |                   |                   |
| 98 | 15 avril 2020    | 978-4-09-850059-8 | 14 mai 2021       | 978-2-50-508475-4 |
| Liste des chapitres : - Ch. 1037 : Remonter le temps... (時の流れ, "Tokinonagare") - Ch. 1038 : Un secret trop bien caché est un secret à demi découvert (隠すより現る, "Kakusu Yori Arawaru") - Ch. 1039 : Le défi de Momiji (もみじの挑戦, "Momiji no chōsen") - Ch. 1040 : Votre maman qui aime le football (フットボウル好きの母より, "Futtobouru-suki no haha yori") - Ch. 1041 : Des retrouvailles fraternelles après 30 ans de séparation (30年ぶりの兄弟, "30-Nen-buri no kyōdai") - Ch. 1042 : Le souvenir d'un barbecue de grillades d'agneau (思い出のジンギスカン, "Omoide no jingisukan") - Ch. 1043 : Le grand maître est rasé de près (名人のあごひげ, "Meijin no agohige?") - Ch. 1044 : Le coup d'œil du grand maître (名人の目, "Meijin no me") - Ch. 1045 : La stratégie du grand maître (名人の手, "Meijin no te") - Ch. 1046 : La dernière manœuvre du grand maître (名人の勝ち手, "Meijin no kachi-te") - Ch. 1047 : J'ai pris mes médicaments... (彼は彼と一緒に..., "Kare wa kare to issho ni...") |                  |                   |                   |                   |
| 99 | 14 avril 2021    | 978-4-09-850513-5 | 5 novembre 2021   | 978-2-50-508476-1 |
| Liste des chapitres : - Ch. 1048 : Pourquoi tu pleures ? (何故泣いている, "Naze Naite iru") - Ch. 1049 : Je n'arrive pas à y croire (とても信じられない, "Totemo Shinjirarenai") - Ch. 1050 : Un tour de magie, avec l'aide de ses disciples (弟子で、魔法使い, "Deshi de, Mahōtsukai") - Ch. 1051 : La ferme des horreurs (不気味な牧場, "Bukimina Bokujō") - Ch. 1052 : Inattention et méfiance (ドジと疑惑, "Doji to Giwaku") - Ch. 1053 : Lumières (光, "Hikari") - Ch. 1054 : Qui est le plus fort ? (強いのは, "Tsuyoi no wa...") - Ch. 1055 : Kogoro est dans une impasse (小五郎、窮地に陥る, "Kogorō, Kyūchi ni ochiiru") - Ch. 1056 : Meurtre au grenier (屋根裏の密室, "Yaneura no misshitsu") - Ch. 1057 : La raison du message codée (暗号の理由, "Angō no Riyū") - Ch. 1058 : Déduction à la télévision (TVで推理ショー!?, "TV de suiri shō!?") |                  |                   |                   |                   |
| 100 | 18 octobre 2021  | 978-4-09-128560-7 | 23 septembre 2022 | 978-2-50-511506-9 |
| Liste des chapitres : - Ch. 1059 : Concertation avant déductions (ショーの打ち合わせ, "Shō no uchiawase") - Ch. 1060 : Les déductions commencent (ショーはこれから, "Shō wa korekara") - Ch. 1061 : Une pièce d'identité couverte de sang (血まみれのID, "Chimamire no ID") - Ch. 1062 : Stratagème au coin de la rue (街角の罠, "Machikado no wana") - Ch. 1063 : Course-poursuite dans la nuit (暗い夜の追跡, "Kurai yoru no tsuiseki") - Ch. 1064 : Lumière dans la nuit (闇の中の光, "Yami no naka no hikari") - Ch. 1065 : Chasse à l'homme (ハンターと獲物, "Hantā to emono") - Ch. 1066 : Rhum (ラム, "Ramu") - Ch. 1067 : Visite secrète au temple (秘密の巡礼, "Himitsu no junrei") - Ch. 1068 : Enquête de terrain, avec photos en main (観察調査, "Kansatsu chōsa") - Ch. 1069 : Le bonhomme de neige (雪だるま, "Yukidaruma") |                  |                   |                   |                   |

### Tomes 101 à aujourd'hui
| no | Japonais          | Japonais          | Français         | Français          |
| no | Date de sortie    | ISBN              | Date de sortie   | ISBN              |
| --- | ----------------- | ----------------- | ---------------- | ----------------- |
| 101 | 13 avril 2022     | 978-4-09-851054-2 | 24 février 2023  | 978-2-50-511947-0 |
| Liste des chapitres : - Ch. 1070 : Si je m'attendais à te voir ici... (こ ん な 所 で 会 え る と は, "Kon'natokorode aeru to wa") - Ch. 1071 : La capsule temporelle (タイムカプセル, "Taimu Kapuseru") - Ch. 1072 : La coqueluche de la 6e A (6ろく年Aエー組の人気者, "Roku-nen Ē-gumi no Ninkimono") - Ch. 1073 : La déesse du vent (風の女神, "Kaze no Megami") - Ch. 1074 : Une poursuite mouvementée (風の追跡, "Kaze no Tsuiseki") - Ch. 1075 : Une arrestation musclée (風の確保, "Kaze no Kakuho") - Ch. 1076 : Provocation ouverte (挑発, "Chōhatsu") - Ch. 1077 : Brume sèche (煙霧, "Enmu") - Ch. 1078 : La reconstitution (再現, "Saigen") - Ch. 1079 : Le message post mortem de l'agenda (手帳に遺されたもの, "Techō ni nokosa reta mono") - Ch. 1080 : Réduit au silence (瞑れる事件, "Nemureru jiken")                                                                      |                   |                   |                  |                   |
| 102 | 15 septembre 2022 | 978-4-09-851255-3 | 18 août 2023     | 978-2-50-512056-8 |
| Liste des chapitres : - Ch. 1081 : Respecter les dernières volontés (遺志を継ぐ者, "Ishi o Tsugumono") - Ch. 1082 : Meurtre à la frontière (ライン上の殺人, "Rain-jō no Satsujin") - Ch. 1083 : Souvenir à la Frontière (境目の思い出, "Sakaime no Omoide") - Ch. 1084 : La maison de Micchan (ミッちゃんのお家, "Micchan no Ouchi") - Ch. 1085 : L'épreuve du numéro 15 (15十五 / じゅうごの受難, "Jūgo no Junan") - Ch. 1086 : Le souvenir du numéro 18 (18十八 / じゅうはちの想起, "Jūhachi no Sōki") - Ch. 1087 : Les idiots (バカ共, "Baka-domo") - Ch. 1088 : Traquenard sucré (甘い罠, Amai wana) - Ch. 1089 : La porte à moitié ouverte (半開きの扉, Hanbiraki no tobira) - Ch. 1090 : Derrière la porte, la vérité (扉の先の真実, Tobira no Saki no Shinjitsu) - Ch. 1091 : Collaboration parfaite (コラボ, Korabo)                                                                 |                   |                   |                  |                   |
| 103 | 12 avril 2023     | 978-4-09-852026-8 | 29 mars 2024     | 978-2-50-512521-1 |
| Liste des chapitres : - Ch. 1092 : Nouvelle Impulsion (新しい刺激, "Atarashī Shigeki") - Ch. 1093 : Photogénique (映え, "Bae") - Ch. 1094 : Une rencontre fortuite (偶然の出会い, "Gūzen no deai") - Ch. 1095 : Trois codes (3つの暗号, "3Ttsu no angō") - Ch. 1096 : Le secret des carrés (四角の秘密, "Shikaku no himitsu") - Ch. 1097 : Les chaperons (引率者, "Inotsu-sha") - Ch. 1098 : Maison de plage (海の家, "Umi no miya") - Ch. 1099 : Se replier (下がれ, "Sagare") - Ch. 1100 : Dissimulation (煙滅, "Enmetsu") - Ch. 1101 : Enquête (捜索, "Sōsaku") - Ch. 1102 : Deux visages (表裏, "Hyōri") |                   |                   |                  |                   |
| 104 | 18 octobre 2023   | 978-4-09-852850-9 | 29 novembre 2024 | 978-2-50-512522-8 |
| Liste des chapitres : - Ch. 1103 : Une ouverture monochrome (白黒モノクロの序盤オープニング, "Monokuro no Ōpuningu") - Ch. 1104 : Le chevalier taché de sang (血染めの騎士, "Chizome no Naito") - Ch. 1105 : Larmes de reddition (陥落の涙, "Kanraku no Namida") - Ch. 1106 : Le diable aux yeux perçants (達眼の悪魔, "Tatsugan no Akuma") - Ch. 1107 : L'évêque de la Watchtower (遠見の角行, "Tōmi no Kakugyō") - Ch. 1108 : L'enceinte du Meijin (名人の囲い, "Meijin no Kakoi") - Ch. 1109 : Le Gambit de la Reine (女王の謀キューインズギャンビット, "Kuīnzu Gyanbitto") - Ch. 1110 : Journée de visite des parents troublante (不穏な参観日, "Fuon'na Sankan-bi") - Ch. 1111 : Le mystère du parterre de fleurs (花壇の怪, "Kadan no Kai") - Ch. 1112 : La vérité renversée (零れた真実, "Koboreta Shinjitsu") - Ch. 1113 : Le majordome et le mystère (執事と謎, "Shitsuji to Nazo") |                   |                   |                  |                   |
| 105 | 18 avril 2024     | 978-4-09-853217-9 | 23 mai 2025      | 978-2-50-513277-6 |
| Liste des chapitres : - Ch. 1114 : Le majordome et la jeune femme (執事とお嬢様, "Shitsuji to Ojō-sama") - Ch. 1115 : Le majordome et les détectives (執事と探偵, "Shitsuji to Tantei") - Ch. 1116 : A l'abri de la pluie de montagne (山中の雨宿り, "Sanchū no Amayadori") - Ch. 1117 : Le mystère de la salle du châtiment (折檻部屋の謎, "Sekkan-heya no Nazo") - Ch. 1118 : Voler vers le haut (舞い上がって..., "Maiagatte...") - Ch. 1119 : 天空 ("Tenkū") - Ch. 1120 : 代役 ("Daiyaku") - Ch. 1121 : 証明 ("Shōmei") - Ch. 1122 : 探偵 ("Tantei") - Ch. 1123 : 消えた誘拐犯 ("Kieta Yūkai-han") |                   |                   |                  |                   |
| 106 | 18 octobre 2024   | 978-4-09-853633-7 |                  |                   |
| Liste des chapitres : - Ch. 1124 : 奇妙なサイコロ ("Kimyōna Saikoro") - Ch. 1125 : 二拠点作戦 ("Nikyoten Sakusen") - Ch. 1126 : 不審な来客 ("Fushin'na Raikyaku") - Ch. 1127 : 時限は零時 ("Jigen wa Reiji") - Ch. 1128 : 反撃の起爆剤 ("Hangeki no Kibaku-zai") - Ch. 1129 : 朱殷色の開演 ("Shu An-iro no Kaien") - Ch. 1130 : 支子色の初日 ("Sasōko-iro no Shonichi") - Ch. 1131 : 鉛色の中日 ("Namari-iro no Chūnichi") - Ch. 1132 : 薄墨色の前楽 ("Usuzumi-iro no Maeraku") - Ch. 1133 : 茜色の千秋楽 (Akane-iro no Senshūraku) |                   |                   |                  |                   |
| 107 | 18 avril 2025     | 978-4-09-854079-2 |                  |                   |
| Liste des chapitres : - Ch. 1134 : 邂逅遭遇 (Kaikō Sōgū) - Ch. 1135 : 快刀乱麻 (Kaitōranma) - Ch. 1136 : 一期一会 (Ichi-go Ichi-e) - Ch. 1137 : 屍人の御燈 (Shibito no Miakashi) - Ch. 1138 : 火はまた燃える (Hi wa Mata Moeru) - Ch. 1139 : 火炎の後始末 (Kaen no Atoshimatsu) - Ch. 1140 : 託された証 (Takusareta Akashi) - Ch. 1141 : 託された証 (Takusareta Akashi) - Ch. 1142 : ウソつきは･･･ (Usotsuki wa...?) - Ch. 1143 : 煙のように (Kemuri no yō ni) |                   |                   |                  |                   |
| - |                   |                   |                  |                   |

### Édition japonaise
1. 1 2  Tome 81
2. 1 2  Tome 82
3. 1 2  Tome 83
4. 1 2  Tome 84
5. 1 2  Tome 85
6. 1 2  Tome 86
7. 1 2  Tome 87
8. 1 2  Tome 88
9. 1 2  Tome 89
10. 1 2  Tome 90
11. 1 2  Tome 91
12. 1 2  Tome 92
13. 1 2  Tome 93
14. 1 2  Tome 94
15. 1 2  Tome 95
16. 1 2  Tome 96
17. 1 2  Tome 97
18. 1 2  Tome 98
19. 1 2  Tome 99
20. 1 2  Tome 100
21. 1 2  Tome 101
22. 1 2  Tome 102
23. 1 2  Tome 103
24. 1 2  Tome 104
25. 1 2  Tome 105
26. 1 2  Tome 106
27. 1 2  Tome 107

### Édition française
1. 1 2  Tome 81
2. 1 2  Tome 82
3. 1 2  Tome 83
4. 1 2  Tome 84
5. 1 2  Tome 85
6. 1 2  Tome 86
7. 1 2  Tome 87
8. 1 2  Tome 88
9. 1 2  Tome 89
10. 1 2  Tome 90
11. 1 2  Tome 91
12. ↑  Tome 92
13. 1 2  Tome 93
14. 1 2  Tome 94
15. 1 2  Tome 95
16. 1 2  Tome 96
17. 1 2  Tome 97
18. 1 2  Tome 98
19. 1 2  Tome 99
20. 1 2  Tome 100
21. 1 2  Tome 101
22. 1 2  Tome 102
23. 1 2  Tome 103
24. 1 2  Tome 104
25. 1 2  Tome 105